# Adama Sarr
Pour les articles homonymes, voir Sarr.
Adama Sarr, né le 15 mars 1991 à Dakar, est un footballeur sénégalais évoluant au poste d'attaquant.

## Biographie
Adama Sarr évolue dans les équipes de jeunes du FC Saint-Leu 95, en région parisienne. Il commence sa carrière en 2008 où il intègre dans l'équipe B du FC Lorient avec lequel il prend part à 66 rencontres pour 15 buts marqué entre 2008 et 2012. Ensuite, il joue dans des clubs de National et de CFA comme le Red Star FC, l'US Ivry, l'US Quevilly et Les Herbiers VF. Avec ce dernier, il termine 3e meilleur buteur de la saison National 2016-2017.
En juin 2016, il signe au Football Bourg-en-Bresse Péronnas 01, club de Ligue 2 jusqu'en 2019. Durant cette saison, il inscrit 10 buts faisant de lui le meilleur buteur du club.
En juillet 2018, il s'engage pour une durée de deux ans avec le Paris FC. Peu utilisé en 2019-2020, il quitte le PFC et rejoint les Turcs de Tuzlaspor, promu en D2, durant l'été 2020.

## Statistiques
| Saison                | Club                  | Championnat           | Championnat | Championnat | Coupe(s) nationale(s) | Coupe(s) nationale(s) | Total | Total |
| Saison                | Club                  | Division              | M.          | B.          | M.                    | B.                    | M.    | B.    |
| 2008-2009             | FC Lorient rés.       | 5                     | 3           | 0           | -                     | -                     | 3     | 0     |
| 2009-2010             | FC Lorient rés.       | 5                     | 12          | 2           | -                     | -                     | 12    | 2     |
| 2010-2011             | FC Lorient rés.       | 4                     | 25          | 4           | -                     | -                     | 25    | 4     |
| 2011-2012             | FC Lorient rés.       | 4                     | 26          | 9           | -                     | -                     | 26    | 9     |
| Sous-total            | Sous-total            | Sous-total            | 66          | 15          | -                     | -                     | 66    | 15    |
| 2012-2013             | Red Star FC           | 3                     | 36          | 3           | 0                     | 0                     | 36    | 3     |
| 2013-2014             | Red Star FC           | 3                     | 3           | 0           | 0                     | 0                     | 3     | 0     |
| Sous-total            | Sous-total            | Sous-total            | 39          | 3           | 0                     | 0                     | 39    | 3     |
| 2013-2014             | US Ivry               | 4                     | 12          | 4           | 0                     | 0                     | 12    | 4     |
| Sous-total            | Sous-total            | Sous-total            | 12          | 4           | 0                     | 0                     | 12    | 4     |
| 2014-2015             | US Quevilly           | 4                     | 27          | 9           | 5                     | 5                     | 32    | 14    |
| Sous-total            | Sous-total            | Sous-total            | 27          | 9           | 5                     | 5                     | 32    | 14    |
| 2015-2016             | Les Herbiers VF       | 3                     | 30          | 11          | 1                     | 0                     | 31    | 11    |
| 2016-2017             | Les Herbiers VF       | 3                     | 28          | 12          | 3                     | 1                     | 31    | 13    |
| Sous-total            | Sous-total            | Sous-total            | 58          | 23          | 4                     | 1                     | 62    | 24    |
| 2017-2018             | Bourg-en-Bresse 01    | 2                     | 33          | 10          | 8                     | 0                     | 41    | 10    |
| Sous-total            | Sous-total            | Sous-total            | 33          | 10          | 8                     | 0                     | 41    | 10    |
| 2018-2019             | Paris FC              | 2                     | 23          | 1           | 2                     | 0                     | 25    | 1     |
| 2019-2020             | Paris FC              | 2                     | 9           | 0           | 7                     | 1                     | 16    | 1     |
| Sous-total            | Sous-total            | Sous-total            | 32          | 1           | 9                     | 1                     | 41    | 2     |
| 2020-2021             | Tuzlaspor             | 2                     | 1           | 0           | 3                     | 2                     | 4     | 2     |
| Sous-total            | Sous-total            | Sous-total            | 1           | 0           | 3                     | 2                     | 4     | 2     |
| Total sur la carrière | Total sur la carrière | Total sur la carrière | 268         | 65          | 29                    | 9                     | 297   | 74    |